# Controguerra
Controguerra is een gemeente in de Italiaanse provincie Teramo (regio Abruzzen) en telt 2515 inwoners (31-12-2004). De oppervlakte bedraagt 22,7 km², de bevolkingsdichtheid is 113 inwoners per km².
De volgende frazioni maken deel uit van de gemeente: San Giovanni, San Giuseppe, Pignotto, Piane Tronto, Torretta.

## Demografie
Controguerra telt ongeveer 920 huishoudens. Het aantal inwoners daalde in de periode 1991-2001 met 0,6% volgens cijfers uit de tienjaarlijkse volkstellingen van ISTAT.
| Jaar | Inwoneraantal |
| ---- | ------------- |
| 1991 | 2494          |
| 2001 | 2480          |

## Geografie
De gemeente ligt op ongeveer 105 m boven zeeniveau.
Controguerra grenst aan de volgende gemeenten: Ancarano, Colonnella, Corropoli, Monsampolo del Tronto (AP), Monteprandone (AP), Nereto, Spinetoli (AP), Torano Nuovo, Alba Adriatica, Martinsicuro.
Alba Adriatica · Ancarano · Arsita · Atri · Basciano · Bellante · Bisenti · Campli · Canzano · Castel Castagna · Castellalto · Castelli · Castiglione Messer Raimondo · Castilenti · Cellino Attanasio · Cermignano · Civitella del Tronto · Colledara · Colonnella · Controguerra · Corropoli · Cortino · Crognaleto · Fano Adriano · Giulianova · Isola del Gran Sasso d'Italia · Martinsicuro · Montefino · Montorio al Vomano · Morro d'Oro · Mosciano Sant'Angelo · Nereto · Notaresco · Penna Sant'Andrea · Pietracamela · Pineto · Rocca Santa Maria · Roseto degli Abruzzi · Sant'Egidio alla Vibrata · Sant'Omero · Silvi · Teramo · Torano Nuovo · Torricella Sicura · Tortoreto · Tossicia · Valle Castellana
1. ↑  https://demo.istat.it/?l=it.